# タケモト (熊本県)
株式会社タケモトは、熊本県熊本市に本社を置く学生服、婦人服、ユニフォームの企画販売を行う企業である。

## 沿革
- 1905年（明治38年） - 武本洋装店開店。
- 1921年（大正10年） - 上通町に移転。
- 1931年（昭和6年） - 店舗新築。
- 1989年（平成元年） - 株式会社化。

## 店舗
- 学生服のタケモト
  - 上通店、健軍店、ムサシ店、御領店、八代店
- 婦人服
  - 洋装のタケモト、VIVALY、FIZZ
- ビジネスユニフォーム
  - 御領店

## 系列会社
- 武本商店
- キューティック